# Theganopteryx fantastica
Theganopteryx fantastica es una especie de cucaracha del género Theganopteryx, familia Ectobiidae.

## Distribución
Esta especie se encuentra en Nigeria, Camerún, Guinea Ecuatorial y República Democrática del Congo.